# راو دانجر!
راو دانجر (بالإنجليزية: Raw Danger!)، هي لعبة فيديو يابانية، من تطوير ونشر شركة إريم، صدرت اللعبة في الأسواق سنة 2006، وتعمل لمنصة بلاي ستيشن 2 الحصرية.